# Sven Lundquist
Sven Lundquist (n. 24 martie 1920, Borås, Älvsborg County⁠(d), Suedia – d. 3 septembrie 2007, Lidingö, Comitatul Stockholm, Suedia) a fost un trăgător de tir ce a reprezentat Suedia, medaliat olimpic. A participat la o ediție a Jocurilor Olimpice (1948) în care a câștigat o medalie de bronz.

## Participări
Lista de mai jos prezintă principalele competiții la care a participat Sven Lundquist de-a lungul carierei.
- shooting at the 1948 Summer Olympics – men's 25 metre rapid fire pistol[*]